# سونیا باریو
سونیا باریو (اسپانیایی: Sonia Barrio‎؛ زادهٔ ۱۳ دسامبر ۱۹۶۹) بازیکن هاکی روی چمن اهل اسپانیا است که در مسابقات کشوری و بین‌المللی در مجموع برندهٔ ۱ مدال طلا، ۱ مدال نقره شده‌است.